# Trematotrochus
Genre
Synonymes
- Batotrochus Wells, 1937[1]

Trematotrochus est un genre de coraux durs de la famille des Turbinoliidae.

## Liste d'espèces
Selon World Register of Marine Species (6 mars 2019) :
- Trematotrochus clarkii Dennant, 1899 †
- Trematotrochus complanatus Dennant, 1899 †
- Trematotrochus corbicula (Pourtalès, 1878)
- Trematotrochus declivis Dennant, 1901 †
- Trematotrochus hedleyi Dennant, 1906
- Trematotrochus lateroplenus Dennant, 1899 †
- Trematotrochus mulderi Dennant, 1901 †

Auxquelles Paleobiology Database (6 mars 2019) ajoute :
- Trematotrochus fenestratus Tenison-Woods, 1879

Et ITIS (6 mars 2019) :
- Trematotrochus verconis Dennant, 1904